# Deep Space Food Challenge
 (mars 2021).
 (octobre 2023).

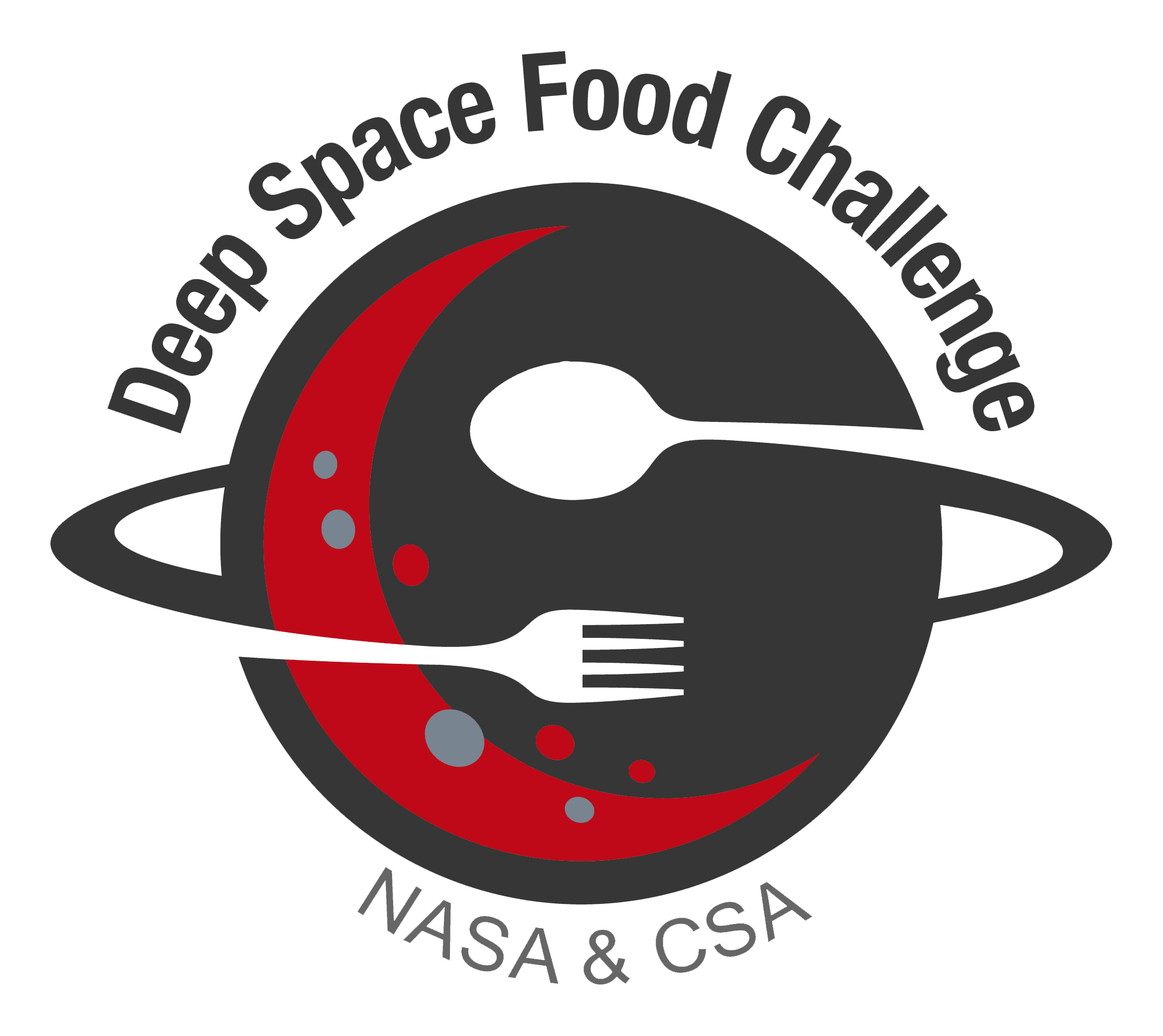
Logo du concours.

Le Deep Space Food Challenge (en français : Défi alimentaire dans l'espace lointain) est un concours culinaire organisé par la NASA et l’Agence spatiale canadienne qui s’étend du 12 janvier 2021 au 30 juillet 2021. Ce concours a pour but d’innover dans la conception et la consommation d’aliment par un équipage d’une mission voyageant vers Mars et au-delà.